# Lloyd Shapley
Lloyd Shapley (2 juin 1923 à Cambridge au Massachusetts - 12 mars 2016 à Tucson dans l'Arizona) est un mathématicien et économiste américain. Il est professeur émérite à l’université de Californie à Los Angeles (UCLA). Il a contribué aux domaines de l’économie mathématique et surtout de la théorie des jeux. Lloyd Shapley est considéré par de nombreux experts comme le plus grand théoricien des jeux depuis les travaux de Von Neumann et Morgenstern en 1940,,. Il est co-lauréat avec Alvin Roth du Prix de la Banque de Suède en 2012 « pour la théorie des allocations stables et la pratique de la conception de marchés ».

## Biographie
Lloyd Shapley nait le 2 juin 1923, à Cambridge, au Massachusetts. Il est l'un des fils de l'astronome Harlow Shapley et de Martha Betz Shapley.
Étudiant à Harvard, il est mobilisé en 1943 et il reçoit la même année, en tant que sergent de l'Army Air Corps basé à Chengdu en Chine, la Bronze Star, pour avoir cassé le code météorologique soviétique. Après la guerre, il retourne à Harvard et obtient un Bachelor of Arts en mathématiques en 1948. Après avoir travaillé pendant un an à la RAND Corporation, il va à l'université de Princeton où il passe un Ph. D. en 1953.
Après son diplôme, il reste à Princeton pour peu de temps avant de revenir à la RAND corporation, de 1954 à 1981. Il se marie en 1955 avec Marian Ludolph, avec qui il a deux fils, Peter et Christopher. Depuis 1981, il est professeur à l'UCLA.

## Contributions

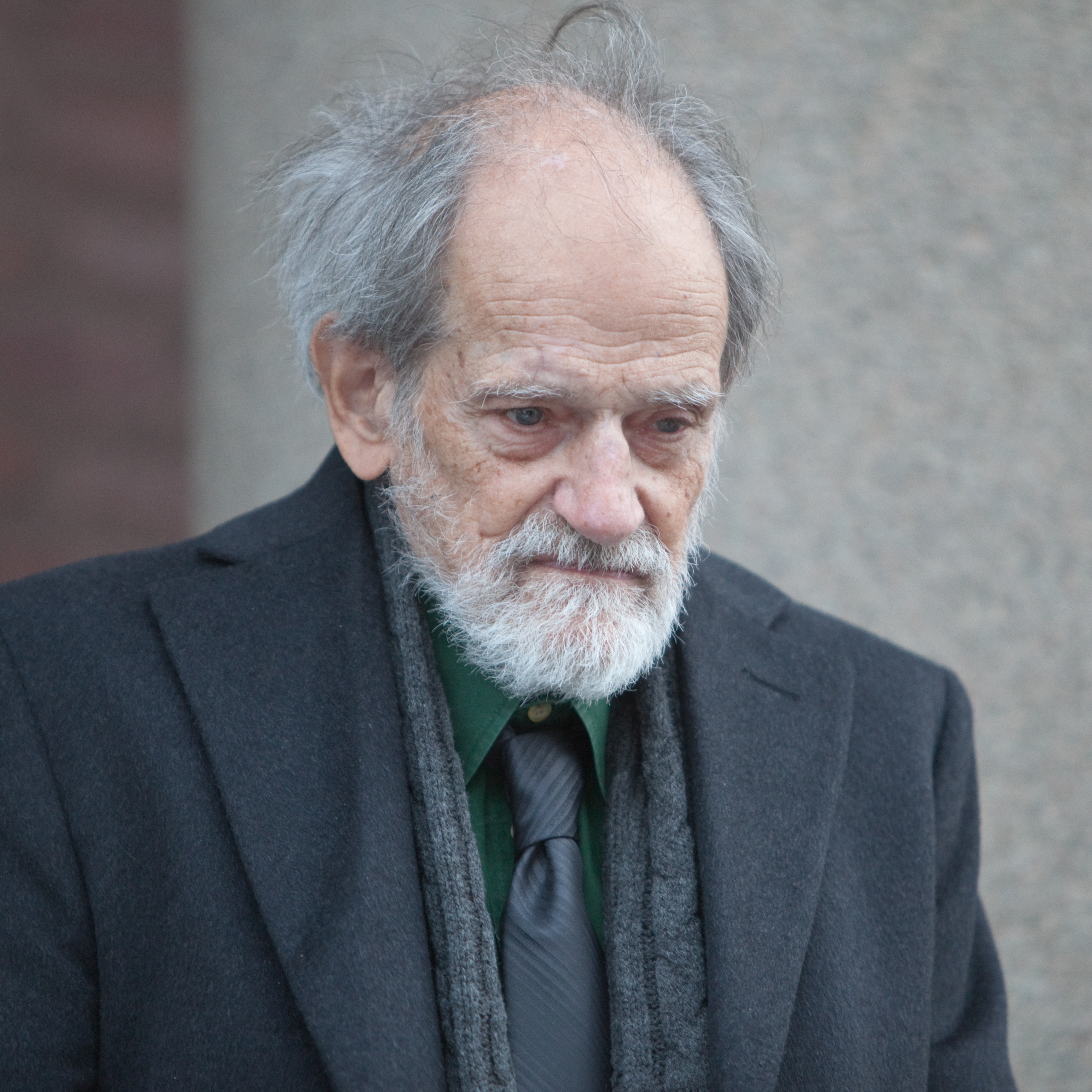
Lloyd Shapley en 2012.

Sa thèse et son travail post-doctoral ont prolongé les idées de Francis Ysidro Edgeworth en introduisant en théorie des jeux la valeur de Shapley et le concept de solution noyau.
De nombreuses notions ou résultats portent son nom : valeurs de Shapley et d'Aumann-Shapley, théorème Bondareva-Shapley (qui implique que les jeux convexes sont à noyau non vide), indice de pouvoir de Shapley-Shubik (pour mesurer le pouvoir d'un votant), algorithme de Gale et Shapley (pour le problème du mariage stable), solution d'Harsanyi-Shapley.
En outre, ses premiers travaux avec R.N. Snow et Samuel Karlin sur les matrices de jeux étaient si complets que peu de choses ont été ajoutées depuis[réf. souhaitée]. Il a joué un rôle déterminant dans le développement de la théorie de l'utilité, et c'est lui qui a jeté les bases de la solution du problème de l'existence des ensembles stables de Von Neumann-Morgenstern. Son travail avec M. Maschler et B. Peleg sur le noyau et le nucléole, et ses travaux avec Robert Aumann sur les jeux non atomiques et sur la concurrence à long terme ont tous eu un impact énorme en théorie de l'économie.
À 80 ans, Lloyd Stowell Shapley continue de publier ses anciens résultats, comme l'utilité multi-personnelle et de la distribution d'autorité (une généralisation de l'indice de pouvoir de Shapley-Shubik très utile dans le classement, la planification et la prise de décision collective).
En 2012, il reçoit le « Prix Nobel d'économie », conjointement avec son compatriote Alvin Roth, ce qui récompense ses recherches sur la théorie des jeux collaboratifs, qu'il avait notamment appliqué au problème des mariages stables.

## Récompenses et honneurs
- Bronze Star, U.S. Army Air Corps, 1944
- Procter Fellow, université de Princeton, 1951-1952
- Fellow, Econometric Society, 1967
- Membre de l'Académie américaine des arts et des sciences, 1974
- Membre de l'Académie nationale des sciences des États-Unis, 1979
- Prix de théorie John von Neumann, 1981
- Professeur honoraire de l’université hébraïque de Jérusalem, 1986
- Fellow, Institute for Operations Research and the Management Sciences, 2002
- Distinguished Fellow, American Economic Association, 2007
- Prix de la Banque de Suède, 2012
- Membre de la Société américaine de mathématiques, 2012
- prix Nobel de l’économie,2012

## Principales publications
- (en) A Value for n-person Games [1953] in Contributions to the Theory of Games, volume II, éditeurs H. W. Kuhn et A. W. Tucker.
- (en) Stochastic Games [1953], Proceedings of National Academy of Science, vol. 39, p. 1095–1100.
- (en) A Method for Evaluating the Distribution of Power in a Committee System [1954] (avec Martin Shubik), American Political Science Review, vol. 48, p. 787–792.
- (en) College Admissions and the Stability of Marriage [1962] (avec David Gale), The American Mathematical Monthly, vol. 69, p. 9–15.
- (en) Simple Games : An Outline of the Descriptive Theory [1962], Behavioral Science, vol. 7, p. 59–66.
- (en) On Balanced Sets and Cores [1967], Naval Research Logistics Quarterly,vol. 14, p. 453–460.
- (en) On Market Games [1969] (avec Martin Shubik), Journal of Economic Theory, vol. 1, p. 9–25.
- (en) Utility Comparison and the Theory of Games [1969], La Decision, p. 251–263.
- (en) Cores of Convex Games [1971] International Journal of Game Theory, vol. 1, p. 11–26.
- (en) The Assignment Game I: The Core [1971] (avec Martin Shubik), International Journal of Game Theory, vol. 1, p. 111–130.
- (en) Values of Non-Atomic Games [1974] (avec Robert Aumann), Princeton University Press.
- (en) Mathematical Properties of the Banzhaf Power Index [1979] (avec Pradeep Dubey), Mathematics of Operations Research, vol. 4, p. 99–132.
- (en) Long-Term Competition – A Game-Theoretic Analysis [1994] (avec Robert Aumann), dans Essays in Game Theory: In Honor of Michael Maschler, éd. Nimrod Megiddo, Springer-Verlag.
- (en) Potential Games [1996] (avec Dov Monderer), Games and Economic Behavior, vol. 14, p. 124–143.
- (en) On Authority Distributions in Organizations [2003] (avec X. Hu), Games and Economic Behavior, vol. 45, p. 132–152, 153-170.